# Jane Lew
Jane Lew è un comune degli Stati Uniti d'America, situato nello Stato della Virginia Occidentale, nella contea di Lewis.